# Lifesong (canção)
"Lifesong" é uma canção gravada pela banda Casting Crowns.
É o primeiro single do segundo álbum de estúdio lançado a 30 de agosto de 2005, Lifesong.

## Prémios
Em 2006, a canção foi nomeada para os Dove Awards na categoria "Pop/Contemporary Song of the Year.

## Desempenho nas paradas musicais
| Parada musical (2005)            | Posição |
| -------------------------------- | ------- |
| Estados Unidos - Christian Songs | 1       |